# Seitensichtsonar

Seitensichtsonar (schematisch): starke Reflektoren hell, schwache dunkel. Der helle Streifen in der Mitte ist die Wassersäule, die das Signal durchläuft, bevor es auf das Sediment trifft.

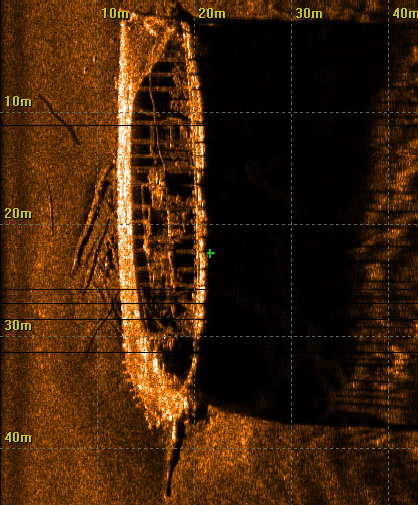
Seitensichtsonar-Aufnahme eines Schiffswracks am Meeresgrund. Die Schallwellen kamen von links, daher rechts die große Schattenfläche.

Das Seitensichtsonar, auch englisch Side-Scan Sonar (weitere Schreibweisen: Side Scan Sonar, Side-Scan-Sonar, Sidescan-Sonar), Abkürzung SSS, ist eine Technik, bei der in Gewässern Schallimpulse seitlich, also quer zur Fahrtrichtung, und fächerförmig ausgesendet werden. Sonar (Sound Navigation And Ranging) ist allgemein eine mit Schall arbeitende Technik zur Ortung von Objekten. Mit Seitensichtsonar können nicht nur Objekte in trübem Wasser geortet und dargestellt werden. Es ermöglicht insbesondere auch Rückschlüsse auf die Struktur des Meeresbodens (felsig, kiesig, sandig oder schlammig) und entsprechende Kartierungen.
Die Anwendungsmöglichkeiten sind vielseitig: Seitensichtsonar wird sowohl in der Wissenschaft eingesetzt (Geologie, Unterwasser-Archäologie und Biologie) als auch in der Fischerei, der Schifffahrt und im militärischen Bereich (z. B. U-Boot-Jagd oder Ortung von Minen). Rettungsorganisationen verwenden hochauflösende Sonar-Systeme zur Ortung Ertrunkener.

## Funktionsweise
Die Frequenzen, mit denen Seitensichtsonare betrieben werden, bewegen sich zwischen 6,5 kHz und 1 MHz. Die Reichweite kann zwischen wenigen Metern und 60 Kilometern betragen und die Auflösung reicht von wenigen Zentimetern bis zu 60 Meter. Wie bei allen auf der Emission von Wellen basierten Systemen (Radar/Bodenradar, Lidar) gilt auch für Sonar-Systeme der Zusammenhang zwischen Frequenz, Auflösung und Reichweite: Höhere Frequenzen bringen eine bessere Auflösung bei einer geringeren Reichweite. Viele moderne Systeme können deshalb mit verschiedenen Frequenzen betrieben werden, um sie möglichst vielseitig einsetzen zu können.
Die grundsätzliche Funktionsweise aller Sonar-Systeme ist immer gleich: Eine Schallwelle wird erzeugt und deren Echo registriert. Aus der gemessenen Laufzeit der Welle wird die Entfernung zum reflektierenden Objekt errechnet. Bei herkömmlichen Sonar-Systemen wird der Schall gebündelt und in eine genau definierte Richtung emittiert; aus der Laufzeit des Echos kann daher die Lage des reflektierenden Objektes im dreidimensionalen Raum errechnet werden. Anders beim Seitensichtsonar: Hier werden gleichzeitig zwei fächerförmige Impulse („Pings“) quer zur Fahrtrichtung des Schiffes ausgesendet, jeweils einer nach links und einer nach rechts. Diese zwei Pings erzeugen durch ihre breite Fächerform eine große Anzahl an Echos. Die Richtung, aus der diese Echos kommen, ist nicht bekannt; die einzigen bekannten Parameter der Echos sind die Dauer ihrer Laufzeit und ihre Intensität. Es ist daher nicht möglich, mit herkömmlichen Methoden aus diesen Daten dreidimensionale Geländemodelle zu erstellen.
Echolote (Echo-Sounder), Fächerecholote (Multibeam-Echosounder) und Sedimentsonare (Subbottom-Profiler) basieren auf den gleichen technischen Grundlagen, arbeiten jedoch mit anderen Frequenzen und Messgeometrien. Auch die Art der Datenauswertung unterscheidet sich zum Teil erheblich von den bei Seitensichtsonaren angewendeten Methoden.